# Adam Józefowicz
Adam Józefowicz (ur. 24 grudnia 1928 w Uniejowie, zm. 8 lutego 2024) – polski prawnik, doktor nauk prawnych, sędzia, sędzia Sądu Najwyższego, a w latach 1985–1989 sędzia Trybunału Konstytucyjnego.

## Życiorys
Absolwent Wydziału Prawa Uniwersytetu Łódzkiego (1952). W 1979 został doktorem nauk prawnych.
Sędzia i przewodniczący Wydziału Cywilnego Sądu Powiatowego w Sieradzu od 1954. Od 1958 wiceprezes, następnie prezes Sądu Powiatowego w Łodzi. Sędzia Sądu Wojewódzkiego w Łodzi w latach 1962–1977 oraz sędzia wizytator ds. cywilnych. Delegowany do Wydziału Cywilnego Departamentu Prawnego Ministerstwa Sprawiedliwości w 1977, gdzie był kolejno specjalistą, głównym specjalistą i naczelnikiem wydziału. Sędzia Trybunału Konstytucyjnego w latach 1985–1989. Od 1989 do 1998 orzekał jako sędzia Sądu Najwyższego.
Autor jednej monografii oraz ponad 100 artykułów i glos z zakresu prawa cywilnego, prawa pracy i prawa rodzinnego.